# Lamprothyrsus
Lamprothyrsus es un género  de plantas herbáceas de la familia de las poáceas. Es originario de Sudamérica tropical.

## Etimología
El nombre del género deriva del griego lampros (espléndido) y thyrsos (varita ornamental), refiriéndose a su inflorescencia plateada de gran tamaño.

## Especies
- Lamprothyrsus hieronymi
- Lamprothyrsus peruvianus Hitchc.
- Lamprothyrsus venturii Conert